# Polietina flavithorax
Polietina flavithorax är en tvåvingeart som först beskrevs av Stein 1904.  Polietina flavithorax ingår i släktet Polietina och familjen husflugor. Inga underarter finns listade i Catalogue of Life.